# Federwinder
Ein Federwinder (französisch ‚estrapade‘) ist ein Gerät aus der Uhrmacherei, das bei Uhren mit Federaufzug zum Aufrollen der Feder und zum Einpassen der Feder ins Federhaus verwendet wird.

## Eigenschaften
Ein Federwinder für mechanische Armbanduhren besteht meistens aus einem Handgriff mit einer runden Platte am Ende und eine Aufnahmeplatte mit Löchern und je einem konzentrisch angeordneten geschlitzten Reifen in den Durchmessern verschiedener Federhäuser. In ein Loch in der Platte wird ein Dorn eingesetzt, an dem die entspannte Spiralfeder befestigt wird. Der Handgriff mit Dorn und entspannter Feder wird so in ein Loch auf der Federaufnahmeplatte eingesetzt, dass die Feder im Schlitz des Reifs liegt. Durch mehrfache Drehungen am Handgriff wird die Feder aufgezogen. Bei Armbanduhren besitzt die Federaufnahme eines Federwinders mit Handgriff Reifen zwischen 5 und 11,5 mm.
Bei größeren Kleinuhren wie Taschenuhren und Großuhren kann eine Kurbel mit Dorn und eine geschlitzte Trommel verwendet werden. Die Feder wird so am Dorn befestigt, dass die Feder im Schlitz der Trommel liegt. Durch Kurbeln wird die Feder aufgezogen.
Da größere Zugfedern erhebliche Kraft entwickeln können und oftmals scharfe Kanten aufweisen, besteht ein erhebliches Verletzungsrisiko beim Versuch, sie ohne Federwinder einzusetzen.